# Esponja menstrual
Las esponjas menstruales son un método de gestión menstrual similar a un tampón que se colocan internamente en el canal vaginal para absorber la menstruación. Comercializadas como tampones de esponja o esponjas higiénicas existen dos variantes: de esponja marina o esponja natural, reutilizables y provenientes de esponjas de mar, un tipo de animal marino filtrador del subreino Parazoa, y tampones de esponja sintética, descartables y fabricados en diferentes tipos de materiales y espumas. No están relacionados con la esponja anticonceptiva, un dispositivo manufacturado de contracepción no destinado a recolectar flujo menstrual, aunque existen evidencias del uso temprano de esponjas naturales embebidas en sustancias espermicidas en la Antigüedad.
Sobre su seguridad, la Administración de Medicamentos y Alimentos (FDA) de Estados Unidos cataloga los tampones de esponja natural como dispositivos médicos clase III y requiere que pasen pruebas de biocompatibilidad y seguridad antes de salir a la venta. Como consecuencia no existen proveedores autorizados por esta agencia para venderlas como tampones en el país.
Las esponjas menstruales marinas integran el repertorio de opciones de gestión menstrual consideradas «ecológicas» junto a toallas de tela y copas, aunque esta percepción está sujeta a debate por la falta de evidencia sobre su sustentabilidad.

## Historia
Se estima que entre el 3000 a. C. y el siglo V se utilizaron esponjas marinas como recolectores menstruales, a la par de otras funciones como métodos de contracepción. Las mismas se introducían en el canal vaginal para recibir el flujo menstrual directamente desde el cérvix. Durante el siglo XVI en Inglaterra eran mayormente utilizadas por trabajadoras sexuales para satisfacer la demanda de los clientes que no deseaban tener contacto con el flujo menstrual durante el coito. En 1680 un poema recogió una mención a una esponja utilizada para este fin. Su uso no se encontraba extendido en la población general que consideraba peligroso insertar un elemento dentro del cuerpo para retener sangre y fluidos, lo que se creía podía tener implicaciones graves en la salud de las mujeres.

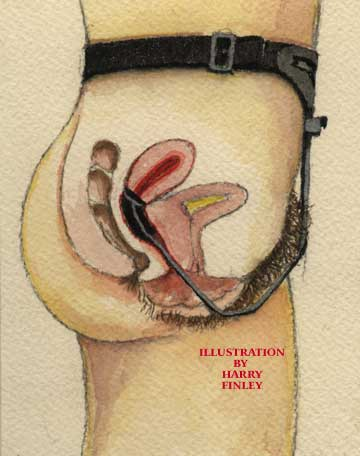
El primer recolector catamenial interno, de 1867, describía el uso de una esponja menstrual colocada en el interior del saco vaginal para absorber la menstruación.

Las esponjas marinas comenzaron a comercializarse para gestionar la menstruación en el siglo XIX como alternativas a los paños y toallas menstruales. Estaban envueltas en una red con un cordón para facilitar la inserción y extracción. Podían comprarse en farmacias, tiendas de productos secos o por el correo, y ya eran utilizadas por médicos para contener el flujo menstrual de pacientes desde 1845. Estas tenían un bajo costo, una gran capacidad de absorción y al ser reutilizables eran la opción más económica para las usuarias. Como alternativa algunas optaban por usar algodón, que a diferencia de las esponjas se descartaba después de cada uso, y era la opción deseable para aquellas que quisieran evitar tener contacto directo con su flujo menstrual y lavar su absorbente personal. Las esponjas marinas también se utilizaron como pesarios para tratar prolapsos de los órganos pélvicos, con un antecedente en 1880.

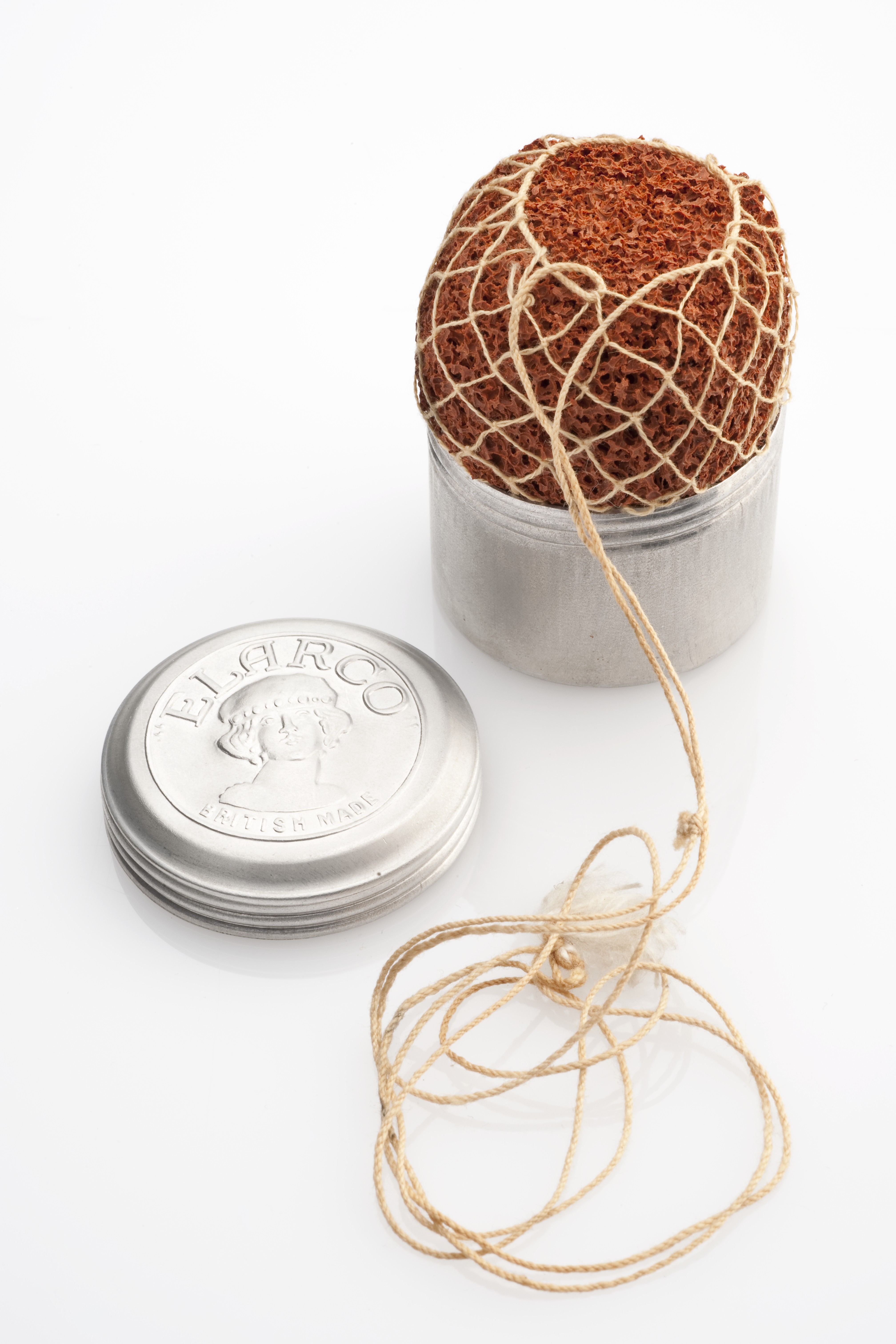
Además de la gestión menstrual, era habitual el uso de esponjas marinas y sintéticas para la contracepción, como el modelo en imagen, fabricado en goma y con una red para facilitar su extracción. (Reino Unido, 1901-1930).

En Estados Unidos entre 1854 hasta 1899 las esponjas se utilizaron en conjunto con recolectores catameniales, dispositivos externos para contener el sangrado que recorrían la entrepierna de la usuaria y presionaban un material absorbente, ya sea una esponja o algodón, sobre el exterior de los genitales. Existen patentes de recolectores con menciones de esponjas desde 1858 hasta 1909. El primer saco catamenial de uso interno, presentado en 1867 por S. L. Hockert, planteaba el uso de una esponja como medio absorbente en el interior del dispositivo. Hasta 1920 existieron diseños en la misma línea que proponían colocarlas dentro de los sacos o en las copas menstruales, y no directamente en la vagina.
Durante el siglo XX las esponjas marinas podían comprarse por correo o en tiendas como Sears en Estados Unidos; comercializadas como esponjas para «damas», estaban cubiertas de una malla de seda y tenían un cordón de este material. Se ofrecían distintos talles para fines de anticoncepción e higiene menstrual. Las esponjas sintéticas comenzaron a utilizarse a partir de 1905, cuando Mary Susan Merkley patentó un recolector de menstruación con sistema de cinturones y una esponja de goma como absorbente. Este material no tenía la porosidad de las esponjas naturales ni se endurecía con el tiempo como estas, por lo que se vendía como más higiénico, flexible y suave que su contraparte marina. El uso de una de estas esponjas menstruales inspiró al médico Earle C. Haas para inventar el primer aplicador de tampones en 1929.
En la década de 1970, con la aparición de casos de síndrome de shock tóxico en usuarias de tampones se amplió el mercado de consumidoras de esponjas marinas menstruales. En Estados Unidos, Kansas fue uno de los primeros estados en denunciar la venta de estas. Un cargamento con esponjas de Grecia entró por aduana y uno de los distribuidores en ese momento era la Iglesia de la Vida Universal. Dado que estaban destinadas a reemplazar a los tampones, la Administración de Medicamentos y Alimentos (FDA) intervino, y mediante el Medical Device Regulation Act de 1976, clasificó la esponja menstrual marina como dispositivo médico clase III. A partir de entonces son necesarios ensayos para determinar la seguridad del producto antes de salir a la venta.

## Descripción y uso

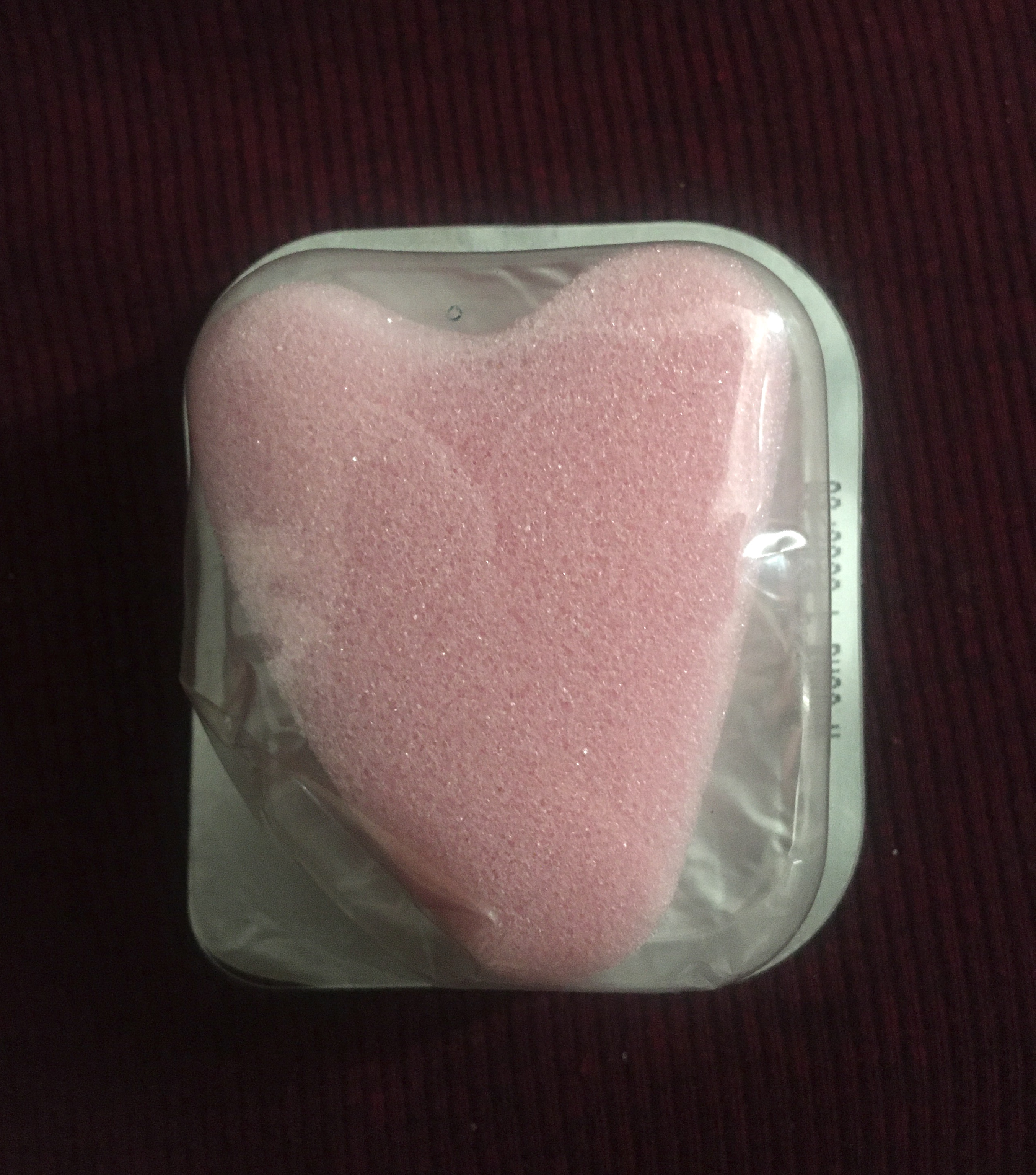
Tampón de espuma sintética o soft tampon.

Las esponjas marinas son cultivadas y/o extraídas del mar Mediterráneo, Egeo, Adriático, Caribe u océano Atlántico por buzos, normalmente dejando la base intacta para que el organismo pueda regenerarse. Se recolectan una vez que alcanzan los doce centímetros y medio, y luego se lavan, cortan y se les da forma de esfera antes de empaquetarlas para la venta. Los tampones de esponja se introducen en la vagina para absorber el flujo menstrual y se deben cambiar cada cuatro o seis horas. Algunas fuentes indican alternar el uso de dos tampones a lo largo del ciclo. 
Cerca de dos tercios de la esponja es aire, por lo que tienen una gran capacidad de absorción; una vez en uso se expande en todas las direcciones de una manera similar a un tampón de algodón o fibras, y los tejidos se hinchan, previniendo que el líquido contenido filtre.
Durante los días de sangrado deben ser lavadas entre usos con jabones suaves y desinfectadas al final. El método dependerá de las instrucciones del distribuidor. Una práctica es colocarlas en agua hirviendo por cinco o diez minutos, aunque esto puede ocasionar que la esponja se contraiga y endurezca; otra forma promovida por los distribuidores es sumergirlas en soluciones suaves de bicarbonato de sodio, vinagre, agua oxigenada rebajada, aceite de árbol de té o plata coloidal. Algunas prácticas incluyen el atado de un hilo para facilitar el retiro del cuerpo. Al finalizar, se deben secar al aire y guardar en una bolsa de algodón. Tienen una vida útil de entre seis meses y un año.
Sobre los tampones de esponja sintéticos, están fabricados de espuma de poliuretano y son descartables. Un modelo de 2005 en Holanda traía dos versiones, una «seca» de espuma de poliéter, y una versión «húmeda» de esponja de alcohol polivinílico, con un lubricante a base de agua con facultades bactericidas que contenía gluconato de clorhexidina.
Los tampones de esponja son compatibles con la penetración vaginal. Sobre introducirlas tras el parto, se debe consultar a un profesional de la salud.

## Seguridad y estudios

La Administración de Medicamentos y Alimentos (FDA) de Estados Unidos considera los tampones de esponja marina un dispositivo médico de riesgo significativo, y requiere análisis previos a la venta.

Sobre los riesgos y estudios del impacto en la salud, se ha señalado que pueden introducir aire al interior de la vagina. Por la textura porosa de la esponja, limpiarla adecuadamente puede ser un problema por la posibilidad que los recovecos y grietas alberguen restos microscópicos. No existen estudios sobre la forma de desinfección eficaz para eliminar la bacteria staphylococcus aureus (responsable del síndrome de shock tóxico) o restos de la toxina bacteriana. Asimismo, fragmentos de la esponja pueden desprenderse y quedar en el canal vaginal, siendo un potencial riesgo de infección. También se menciona que las esponjas en su entorno natural pueden estar expuestas a contaminantes y químicos nocivos.
En Estados Unidos, el laboratorio de la Universidad de Iowa condujo en 1980 una serie de ensayos sobre tampones de esponja marina. Se encontró que los especímenes aún conservaban en su interior restos de arena, polvo y once distintos minerales, entre los que destacaban arsénico, hierro, sodio y sulfatos, junto con niveles variables de otros compuestos químicos como nicotina e hidrocarburos. Muestras analizadas en el Laboratorio del distrito de Baltimore todavía contenían arena, polvo, bacterias, hongos de levaduras y moho. Una en particular dio positivo para s. aureus. Un estudio de 1982 encontró que las mujeres que utilizaban esponja menstrual marina experimentaban un aumento del nivel de colonización de dieciocho tipos de bacterias en la vagina (incluido el s. aureus), a diferencia de otros participantes que utilizaban tampones o toallas sanitarias. El Centro para el Control y Prevención de Enfermedades de Atlanta reportó un caso confirmado de síndrome de shock tóxico (SST) y otro sospechoso por el uso de esponjas naturales. Debido a esto, la Administración de Medicamentos y Alimentos (FDA) emitió un comunicado a los vendedores de este producto, pequeñas empresas en su mayoría que proveían directamente a comercios minoristas, requiriendo un preaviso de aprobación para distribuirlas. A raíz de esto, los responsables inscriptos dejaron de vender esponjas o las catalogaron como de uso cosmético y externo. Desde entonces la FDA considera a los tampones de esponja marina un dispositivo médico clase III de riesgo significativo, y requiere ensayos clínicos previos para la aprobación de venta en territorio estadounidense. No hay una marca autorizada por esta agencia para venderlas como método de recolección de menstruación, y existe al menos un antecedente de violación de esta restricción por parte de la empresa Jade & Pearl. Este método tampoco tienen aprobación del Departamento de Salud de Australia. El Real Colegio de Obstetras y Ginecólogos indicó que no recomienda su uso por la ausencia de investigaciones y por la posibilidad de infección o SST. Por otra parte, programas gubernamentales de salud reproductiva y bienestar menstrual incluyeron a las esponjas como alternativas de higiene en Argentina en 2019, y Panamá, en 2021.
Las posturas sobre la seguridad de los tampones de esponja marina son mixtas. Un estudio de comparación de cinco métodos de higiene la colocó como el de mayor probabilidad de SST dada la posibilidad de que reintroduzca bacterias en la vagina al reutilizarse. Otro indica que los tampones de esponja marina no constituyen un riesgo para desarrollar SST, siendo el único método de gestión menstrual con una tasa menor al 1%. En este sentido, por la ausencia de rayón y otras fibras sintéticas se los menciona junto a los tampones descartables de algodón, copas menstruales y toallas de tela como los dispositivos con menor prevalencia de SST. A pesar de que distribuidores las comercializan como alternativas saludables, no existe un consenso generalizado entre profesionales de la salud sobre la seguridad de la esponja menstrual marina, con algunos promoviendo su uso, y parte de la comunidad médica y agencias reguladoras expresando preocupación sobre su utilización. No hay investigaciones sobre la incidencia de estas en desbalances del pH vaginal, úlceras, alteraciones de la mucosa o sobre la liberación de dioxinas.

## Impacto ambiental y cultural
Sobre el impacto ambiental, debido a su poca densidad son el dispositivo que menor volumen de residuos podría generar; las esponjas marinas son biodegradables y compostables. Pueden también terminar en rellenos sanitarios o representar un problema si se las deposita incorrectamente en el inodoro, pudiendo llegar a las plantas de tratamiento de aguas residuales. A su vez tienen un porcentaje de impacto y uso de combustibles por el transporte internacional desde las zonas de explotación al consumidor, a diferencia de otros métodos de gestión menstrual que pueden fabricarse localmente. Por otro lado, las esponjas se nutren pasivamente del océano mientras que la producción de algodón para tampones y toallas, como así también la inyección de silicona para copas, requiere recursos y energía.
A menudo a los tampones de esponja marina se los engloba en una perspectiva ecologista por ser productos reutilizables, en contraposición a otros métodos descartables de gestión menstrual como tampones y toallas sanitarias que generan residuos. Es habitual el uso de etiquetas como «producto verde», «respetuoso con el medio ambiente» o «más sustentable» que otras opciones. Asimismo, un segmento de los consumidores valora a las esponjas marinas, junto con las toallas sanitarias de tela y copas menstruales, como productos orientados al cuidado de la salud, la ecología y la «celebración del periodo menstrual».
La tesis de 2015 de Caitlyn Shaye Weir comparó el impacto ambiental de cinco métodos de higiene menstrual (tampón sin aplicador, tampón con aplicador, disco menstrual descartable, copa menstrual y esponja), pero no pudo evaluar el desempeño de las esponjas marinas en muchas de las categorías de análisis dada la falta de bibliografía y datos sobre ellas. De acuerdo con Weir, etiquetarlos como productos ecológicos puede lograr una visión más favorable del público consumidor, pero no hay evidencia para sostener que su impacto ambiental sea bajo.
En cuanto a la demografía de uso, tanto copas menstruales como esponjas no son opciones integradas de gestión menstrual para muchas consumidoras, sobre todo en aquellas no habituadas a métodos reutilizables. Su uso e higiene puede ser dificultoso para aquellas impedidas para limpiarlas durante la jornada laboral o un viaje. La tesis de comparación de Weir estipula que en una proyección anual de gastos de insumos de higiene menstrual, la esponja natural es el método más económico para las usuarias (siendo los tampones higiénicos sin aplicador la opción económica a corto plazo, y la copa menstrual a largo plazo). Respecto al veganismo se encuentran posturas contrapuestas: las esponjas marinas son parte del reino animal, se explotan en granjas o se extraen del entorno natural, por lo que no serían aptas para usuarias que sigan estrictamente esta filosofía; por otro lado, se discute que también son un organismo sin tejidos u órganos específicos, y no presentan sistema nervioso o células nerviosas.